# Szereg 1 + 2 + 3 + 4 + …
Szereg 1 + 2 + 3 + 4 + … – rozbieżny szereg, którego składnikami są kolejne liczby naturalne.
{\displaystyle N}-ta suma cząstkowa tego szeregu jest liczbą trójkątną
{\displaystyle S_{n}=\sum _{k=1}^{n}k={\frac {n(n+1)}{2}},}
która rośnie nieograniczenie wraz z {\displaystyle n} zmierzającym do nieskończoności. Suma cząstkowa Sn jest parzystą liczbą doskonałą wtedy i tylko wtedy, gdy {\displaystyle n} jest liczbą Mersenne’a {\displaystyle (n=2^{p}-1),} a {\displaystyle p} jest liczbą pierwszą.
Chociaż szereg jest rozbieżny, istnieją metody pozwalające przypisać mu pewną wartość liczbową, która znajduje zastosowanie w takich dziedzinach jak analiza zespolona, kwantowa teoria pola czy teoria strun.

## Sumowalność
W przeciwieństwie do szeregu przemiennego 1 − 2 + 3 − 4 + …, szereg 1 + 2 + 3 + 4 + … nie jest sumowalny metodą Abela, bo jego funkcja tworząca
{\displaystyle 1+2x+3x^{2}+4x^{3}+\ldots ={\frac {1}{(1-x)^{2}}}}
ma biegun dla {\displaystyle x=1}.
Szereg ten może być jednak zsumowany za pomocą regularyzacji funkcją dzeta. Mianowicie
{\displaystyle \zeta (s)=\sum _{n=1}^{\infty }{n^{-s}},}   dla   {\displaystyle \mathrm {re} \;s>1}
gdzie {\displaystyle \mathrm {re} \;s} oznacza część rzeczywistą liczby zespolonej {\displaystyle s,}   {\displaystyle \zeta (s)} jest funkcją dzeta Riemanna.
Suma ta jest rozbieżna dla {\displaystyle \mathrm {re} \;s\leqslant 1,} jednak jej przedłużenie analityczne daje dla argumentu {\displaystyle s=-1{:}}
{\displaystyle \zeta (-1)=1+2+3+4+\ldots =-{\frac {1}{12}}}.

## Fizyka
Szereg taki pojawia się w teorii strun bozonowych przy próbie obliczenia możliwych poziomów energetycznych strun, na przykład najniższego możliwego poziomu energetycznego. Stosując nieformalny opis, każda harmoniczna struny może być widoczna jako kolekcja {\displaystyle D} niezależnych kwantowych oscylatorów harmonicznych, gdzie {\displaystyle D} jest wymiarem czasoprzestrzeni. Jeśli podstawowa częstotliwość harmoniczna to {\displaystyle \omega } to energia drgań {\displaystyle n}-tej harmonicznej wynosi {\displaystyle n\hbar \omega /2.} Sumowanie takiego rozbieżnego szeregu prowadzi do wyniku {\displaystyle -\hbar \omega D/24.}